# Маринівка (Звягельський район)
Ма́ринівка — село в Україні, у Звягельському районі Житомирської області. Населення становить 148 осіб. Входить до складу Чижівської сільської громади.

## Історія
До 07.01.1963 року Мар'янівка, село Сербівської волості Новоград-Волинського повіту Волинської губернії. Відстань від повітового міста 25 верст, від волості 18. Дворів 21, мешканців 158.